# Leigh Alexander
Leigh Alexander (Massachusetts, 22 de octubre de 1981) es una periodista y escritora de videojuegos estadounidense. Anteriormente fue editora general y editora de noticias de Game Developer (anteriormente Gamasutra), y jefa de redacción del revivido sitio web de Boing Boing, Offworld. Tiene créditos de escritura en los juegos Reigns: Her Majesty y Reigns: Game of Thrones.

## Carrera
Sus escritos han aparecido en Variety, Los Angeles Times, Kotaku, Polygon, Vice, Edge, Rock Paper Shotgun, The Guardian, The Atlantic y Time. También produce una serie de vídeos llamada «Lo-Fi Let's Play», en la que juega y comenta juegos de aventuras de los años 1980.
Alexander ha escrito dos libros sobre videojuegos: Breathing Machine, sobre cómo crecer con los juegos y la naciente Internet, y Clipping Through, sobre la vida en la industria de los juegos vista a través de la lente de la Game Developers Conference (GDC). El 14 de febrero de 2015, Alexander publicó un cuento ilustrado, Mona. El libro presenta ilustraciones de Emily Carroll. Alexander también grabó una versión en audiolibro de la propia Mona. Alexander cita el videojuego Silent Hill 2 como inspiración. En febrero de 2016, Leigh anunció que dejaría Offworld y se dedicaría a cosas fuera de los juegos.

## Controversia delGamergate
Alexander fue una de varias mujeres que fueron acosadas en relación con el hashtag #GamerGate. El 28 de agosto de 2014, Alexander publicó un artículo sobre Gamasutra titulado 'Gamers' don't have to be your audience. 'Gamers' are over («Los 'jugadores' no tienen que ser su audiencia. Los 'jugadores' se acabaron»). El artículo se convirtió en un punto focal dentro de la controversia Gamergate, y los usuarios de #Gamergate hicieron campaña exitosamente con Intel para retirar todos sus anuncios de Gamasutra. Alexander criticó la decisión de Intel, diciendo que «Intel fue desplumada por una turba de odio». Intel se disculpó y dijo que no tenía intención de «tomar partido en un debate cada vez más amargo en la comunidad de jugadores». Intel luego reanudó la publicidad en Gamasutra a mediados de noviembre de ese año.
En una entrevista con MSNBC Digital emitida el 21 de octubre de 2014, Alexander se pronunció en contra del movimiento Gamergate y habló sobre el acoso a la desarrolladora de juegos Zoë Quinn. Alexander afirmó que su crítica a Gamergate surgió de lo que ella cree que es «el dominio terrorista de los apetitos tradicionales en lo que debería ser un campo diverso y creativo».
Durante la GDC 2015, Alexander organizó el panel #1ReasonToBe, cuyo objetivo es servir mejor a las mujeres y las minorías dentro de la industria de los videojuegos. Alexander abogó por la creación de espacios para minorías y grupos marginados dentro de la cultura del juego. Haciendo referencia tanto al panel como a su sitio web Offworld, Alexander dijo que «no tiene por qué ser un gran trastorno. Simplemente cree un espacio para nuestras experiencias en nuestro trabajo y nuestras vidas y escúchenos». El panel fue bien recibido por miembros de la prensa de juegos como Danielle Riendeau de Polygon. El panel atrajo una audiencia que llenó uno de los lugares más grandes del GDC.

## Obras selectas
- Breathing Machine: A Memoir of Computers (enero de 2014, Thought Catalog)
- Clipping Through: One Mad Week in Video Games (agosto de 2014, Gumroad)
- Mona (febrero de 2015, Gumroad) [8]
- The State of Play: Creators and Critics on Video Game Culture (octubre de 2015, Seven Stories Press)[20]